# Climat du Minnesota
Le climat du Minnesota présente toutes les caractéristiques du climat continental avec des hivers froids et des étés chauds. L'emplacement de cet État dans le Haut-Midwest lui permet d'avoir une des plus grandes variétés de climat aux États-Unis, avec des caractéristiques bien distinctes pour chacune des quatre saisons. Les régions à proximité du Lac Supérieur dans la région Arrowhead du Minnesota connaissent des climats particuliers comparés au reste de l'État. L'effet modérateur du Lac Supérieur sur la zone alentour rend sa température relativement plus fraîche en été et plus douce en hiver, donnant à cette région des caractéristiques plus proches du climat océanique. D'après la classification climatique de Köppen, le tiers sud du Minnesota - à peu près de la région des villes jumelles (Minneapolis - Saint Paul) jusqu'au sud de l'État – appartient à une zone de climat continental humide à étés très chauds (Dfa), et les deux-tiers Nord du Minnesota appartiennent à une zone de climat continental humide à étés modérément chauds (Dfb).

## La climatologie générale

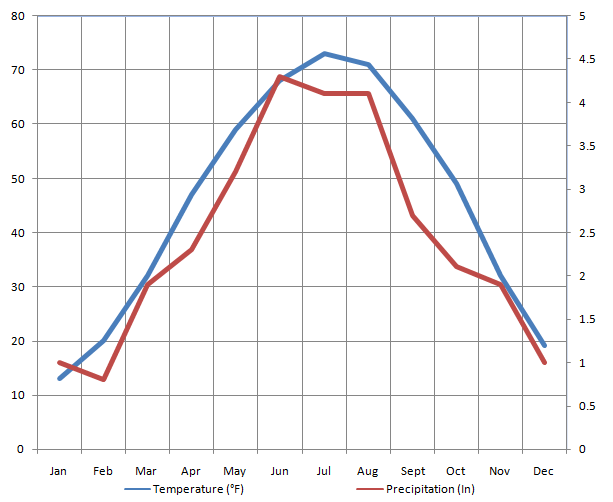
Les températures moyennes journalières de Minneapolis, Minnesota variant de en janvier à 23 °C en juillet.

Du fait de sa localisation au centre de l'Amérique du Nord, le Minnesota subit des températures extrêmes qui sont caractéristiques d'un climat continental, avec des hivers froids et des étés tempérés à chauds dans le Sud et des hivers glacials et des étés généralement frais dans le Nord. La circulation atmosphérique générale diffère grandement d'une saison à l'autre, apportant des conditions météorologiques différentes. L'État est à plus de 800 km de toute grande étendue d'eau (à l'exception du Lac Supérieur) et les températures et les précipitations varient beaucoup. L'État est suffisamment au nord pour connaître des températures allant jusqu'à -50 °C et du blizzard durant l'hiver, mais suffisamment au sud pour subir des températures allant jusqu'à 45 °C, ou encore des épisodes de tornades durant l'été. L'amplitude entre la plus haute et la plus basse température dans le Minnesota est de 97 °C ce qui fait de cet État, parmi ceux des États-Unis, le 11e qui possède une aussi grande amplitude, et le 3e parmi les États non montagneux (derrière le Dakota du Nord et le Dakota du Sud).
Le Minnesota est loin des sources majeures d'humidité et est dans une zone de transition entre l'Est humide et les Grandes Plaines arides. La moyenne des précipitations annuelles à travers l'État varient entre 890 millimètres au sud-est à 510 millimètres au nord-est. La neige est la principale forme de précipitations de novembre à mars, alors que la pluie est la plus commune le reste de l'année. Les chutes extrêmes de neige annuelles ont varié à plus de 432 millimètres dans les robustes Highlands Superior (en) de la côte nord jusqu'à 5,8 centimètres dans le sud du Minnesota,. Il a neigé dans le Minnesota pendant chaque mois à l'exception du mois de juillet, et l'état connaît en moyenne 110 jours par an où il est recouvert de 2,5 cm de neige ou plus.

### Lac Supérieur

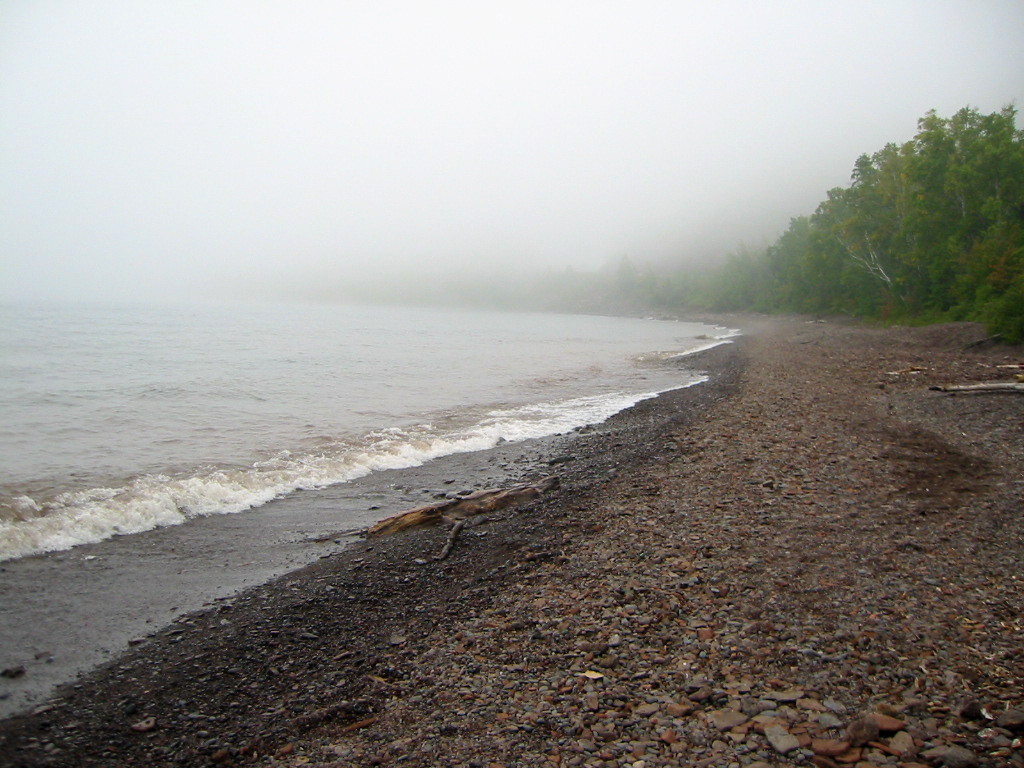
L'air frais et humide près du Lac Supérieur forme un brouillard fréquent près des côtes.

Le Lac Supérieur régule le climat de ces parties de la pointe de la région du Minnesota, près de la côte. Le lac agit comme un dissipateur thermique, en gardant le climat de la côte nord de l'état plus doux en été et plus chaud en hiver. Alors que cet effet est très prononcé près du lac, il l'est beaucoup moins au milieu des terres. Par exemple, Grand Marais, situé sur les rives du lac, voit sa moyenne de températures les plus élevées en juillet de 21 °C, alors que Virginia, située plus ou moins à la même latitude mais dans les terres à environ 160km à l'ouest, a une moyenne qui s'élève à 25 °C. À l'inverse, la moyenne de températures plus élevées à Virginia en janvier est de −9 °C, alors que celle de Grand Marais est de −5 °C. À quelques kilomètres du Lac Supérieur, dans les terres, se trouvent les montagnes de Sawtooth (Sawtooth Mountains) (en), qui confinent presque complètement les masses d'air marin et des précipitations associées à de plus basses altitudes près du lac,.
Les vents dominants du nord ouest limitent aussi l'influence du lac. Certains lieux, près du rivage, peuvent recevoir des bourrasques de neige dues à l'influence atmosphérique du lac, mais l'état s'étalant au nord et à l'ouest, les quantités de chutes de neige ne sont pas aussi nombreuses qu'au Wisconsin et dans le Michigan qui se trouvent plus au sud. La plus grosse tempête de neige que le Minnesota ait connue était quand même due à l'effet du lac. Le 6 janvier 1994, la ville de Finland, au Minnesota, a reçu 91 centimètres de neige en 24 heures due à l'effet du lac, et 119 centimètres en trois jours. Ce sont les records du Minnesota. Avec 216 centimètres par an, la ville portuaire de Duluth détient la moyenne la plus élevée de chute de neige de tout l'état du Minnesota. Grand Marais, quant à elle, détient la moyenne la plus basse de température estivale de tout l'état, qui est de 14,9 °C.
Les effets climatologiques du lac supérieur tendent à réduire la convection atmosphérique, et par conséquent à réduire le risque de tornades. Bien que les comtés de Cook et de Lake soient les plus grands du Minnesota, ils n'ont subi que sept tornades ces cinquante-six dernières années. Une de ces tornades fut très importante puisqu'elle a atteint la catégorie F3 sur l'échelle de Fujita, ce qui arriva pendant la vague de tornades du Minnesota en 1969 (en).

### Statistiques

#### Températures
|                     | Jan | Fév | Mar | Avr | Mai | Juin | Juil | Août | Sept | Oct | Nov | Déc | Année |
| ------------------- | --- | --- | --- | --- | --- | ---- | ---- | ---- | ---- | --- | --- | --- | ----- |
| Alexandria          | −13 | −9  | −3  | 6   | 13  | 18   | 21   | 20   | 14   | 7   | −2  | −10 | 5     |
| Brainerd            | −14 | −11 | −3  | 6   | 13  | 18   | 21   | 19   | 13   | 7   | −2  | −11 | 4     |
| Duluth              | −12 | −8  | −3  | 4   | 9   | 14   | 19   | 18   | 13   | 7   | −1  | −8  | 4     |
| Grand Marais        | −10 | −7  | −2  | 3   | 8   | 12   | 16   | 17   | 13   | 7   | 0   | −7  | 4     |
| International Falls | −16 | −12 | −4  | 4   | 12  | 17   | 19   | 18   | 12   | 6   | −4  | −13 | 0     |
| Redwood Falls       | −11 | −7  | 0   | 8   | 16  | 21   | 23   | 22   | 17   | 9   | 0   | −8  | 8     |
| Thief River Falls   | −16 | −12 | −4  | 6   | 13  | 18   | 21   | 19   | 13   | 7   | −4  | −13 | 4     |
| Twin Cities         | −11 | −7  | 0   | 8   | 15  | 20   | 23   | 22   | 16   | 9   | 0   | −7  | 7     |
| Winona              | −8  | −4  | 2   | 10  | 17  | 22   | 24   | 23   | 18   | 11  | 0   | −5  | 9     |
| Worthington         | −12 | −8  | −2  | 7   | 14  | 19   | 22   | 20   | 15   | 8   | −1  | −8  | 6     |

#### Précipitations
|                     | Jan | Fév | Mar | Avr | Mai | Juin | Juil | Août | Sept | Oct | Nov | Déc | Année |
| ------------------- | --- | --- | --- | --- | --- | ---- | ---- | ---- | ---- | --- | --- | --- | ----- |
| Alexandria          | 25  | 18  | 38  | 48  | 76  | 114  | 84   | 91   | 69   | 56  | 30  | 15  | 660   |
| Brainerd            | 20  | 15  | 38  | 51  | 84  | 107  | 104  | 91   | 71   | 64  | 41  | 18  | 704   |
| Duluth              | 25  | 13  | 36  | 41  | 58  | 94   | 94   | 94   | 94   | 48  | 36  | 20  | 650   |
| Grand Marais        | 18  | 15  | 28  | 33  | 64  | 86   | 86   | 79   | 86   | 66  | 46  | 20  | 627   |
| International Falls | 20  | 15  | 25  | 36  | 66  | 102  | 86   | 79   | 76   | 51  | 36  | 18  | 607   |
| Redwood Falls       | 18  | 15  | 43  | 64  | 79  | 104  | 97   | 91   | 64   | 48  | 41  | 15  | 676   |
| Thief River Falls   | 5   | 8   | 10  | 25  | 66  | 86   | 86   | 79   | 61   | 43  | 23  | 8   | 500   |
| Twin Cities         | 25  | 20  | 48  | 58  | 81  | 109  | 104  | 104  | 69   | 53  | 48  | 25  | 744   |
| Winona              | 36  | 18  | 46  | 89  | 99  | 107  | 112  | 119  | 99   | 56  | 56  | 33  | 869   |
| Worthington         | 18  | 15  | 48  | 69  | 86  | 117  | 91   | 89   | 66   | 51  | 43  | 18  | 706   |